# جيمس بلاكمور
جيمس بلاكمور هو سياسي أمريكي، ولد في 2 فبراير 1821 في مقاطعة واشنطن في الولايات المتحدة، وتوفي في 6 فبراير 1875. انتخب عمدة بيتسبرغ ‏ (8 يناير 1872 – 1 فبراير 1875) وانتخب عمدة بيتسبرغ ‏ (6 يناير 1868 – 4 يناير 1869).